# Katodoluminescencija
Katodoluminescencija je vrsta elektroluminescencije, a nastaje bombardiranjem luminescentne tvari elektronima. J. Plücker je 1858. ustanovio da elektroda u izbojnoj posudi, isisanoj (evakuiranoj) do određenog stupnja vakuuma, emitira zrake koje se mogu otkloniti u magnetskom polju. To se opaža pomicanjem svijetle mrlje koju emitira stijenka staklene posude na mjestu gdje zrake iz katode udaraju na nju. Tako luminescentna emisija stakla omogućava da se uoči nevidljivo zračenje. Pokusi su pokazali da ovo zračenje može uzrokovati jaku luminescentnu emisiju iz mnogih luminescentnih tvari. Eugen Goldstein je ustanovio da se ovo zračenje može otkloniti u električnim poljima i nazvao ga je katodnim zrakama. Niski tlak pri kojemu se to događa naziva se katodni vakuum. Kasnije je J. J. Thomson 1897. dokazao da su to električki nabijene čestice. Poslije 1900. te se nabijene čestice nazivaju elektronima. Brojne su tvari bile izložene djelovanju katodnih zraka. Upadljiva luminescencija dobila se iz platinocijanida, uranijevih soli, dijamanta, rubina i nekih drugih čvrstih tvari. K. F. Braun je 1897. napravio katodnu osciloskopsku cijev. Ta je cijev omogućavala promatranje brzih električnih i magnetskih promjena, koje se nisu mogle pratiti mehaničkim putem. Početkom 1920. Braunova cijev je izmijenjena (modificirana) i poboljšana djelotvornijim katodoluminescentnim tvarima i uvođenjem postupka za modulaciju jakosti (intenziteta) elektronskog mlaza. Katodna se cijev upotrebljava i kao televizijski i radarski kineskop. Također se, na primjer, katodoluminescentne tvari upotrebljavaju kao premaz na zastorima elektronskog mikroskopa, čime se nevidljiva elektronska slika pretvara (transformira) u vidljivu sliku s vrlo sitnim detaljima.

## Elektroluminiscencija
Elektroluminiscencija je svijetljenje nekih dielektričnih tvari pod utjecajem električne struje (na primjer kada se nalaze u polju izmjenične struje). Pojavljuje se često kod tvari koje fluoresciraju ili fosforesciraju, ali i kod tvari koje ne pokazuju ni jednu od tih pojava. Iskorištava se za takozvane kondenzatorske svjetiljke, izvedene poput kondenzatora, koje – priključene na izmjeničnu struju – emitiraju difuznu svjetlost, a da za to nije potreban naročito visok napon. Na staklenoj ploči nalazi se vodljivi kovinski sloj koji služi kao jedna elektroda, ispod njega dielektrična ploča koja sadržava zrnca elektroluminiscentne tvari, a ispod toga kovinska ploča kao druga elektroda kondenzatora. Boja svjetlosti ovisi o frekvenciji izmjenične struje i o tvari. Primjenjuje se za izradbu brojčanika zidnih satova, za "svijetleće stropove", da predmeti postanu u mraku vidljivi (na primjer rasvjetne sklopke) i tako dalje. Elektroluminiscencija se primjenjuje i u pojačalima slike, na primjer u posebnim vrstama fluorescentnih zastora za rad s rendgenskim aparatima. Pod djelovanjem električnog polja slika se na zastoru pojača, pa se tako omogućuje rad sa znatno manjom jačinom (intenzitetom) rendgenskih zraka.